# Eunice aphroditois
El gusano Bobbit, Bobbitt o gusano de arrecife gigante (Eunice aphroditois) es una especie de anélido poliqueto de la familia Eunicidae. Vive en el fondo oceánico, donde entierra su cuerpo en un lecho de arena, grava, barro o corales, espera pacientemente a un estímulo en una de sus cinco antenas y ataca cuando detecta a una presa. Con un tamaño que varía de menos de 10 centímetros a unos 3 metros de largo, está armado con dientes afilados, y es capaz de atacar a velocidades tales que corta a su presa en dos. Aunque el gusano caza, es omnívoro.

## Descripción
El Eunice aphroditois posee un cuerpo anillado cubierto por un exoesqueleto duro. Su cuerpo suele medir aproximadamente 1 metro de largo y el espécimen más grande conocido registrado alcanzó los 299 centímetros de largo. Son conocidos por tener los cuerpos más largos entre los gusanos poliquetos. A pesar de alcanzar estas longitudes, sus cuerpos son bastante delgados con un ancho de aproximadamente 2,5 cm. 
Carecen de ojos pero poseen cinco antenas en la cabeza que utilizan para detectar a sus presas. Las mandíbulas pueden retraerse dentro de su cuerpo y las utiliza para golpear y aturdir a su presa, llegando a partirlas por la mitad. Su método de caza consiste en emboscarse en suelos de sedimentos blandos y atacar al detectar una presa cerca. 
La coloración de la especie varía de marrón oscuro a rojo dorado, y presenta una iridiscencia púrpura. Como en muchas otras especies de Eunice, un anillo blanco o pálido recorre su cuarto segmento corporal.
Uno de los especímenes más grande se encontró en el puerto pesquero de Japón Seto en 2009. Medía 299 cm de largo, pesaba 433 g y su cuerpo estaba formado por 673 segmentos.

## Alimentación
El gusano bobbit se alimenta de peces, calamares, pulpos, crustáceos y hasta pequeños tiburones como pintarrojas. Se ha observado a estos gusanos cazando peces león o incluso peces piedra. Cuando captura a su presa, se retrae a su madriguera para digerirla. También se alimenta de algas y otras plantas marinas, y si no consigue presas busca restos en la superficie de su madriguera.
Según Luis F. Carrera-Parra y Sergio I. Salazar-Vallejo, ecologistas especializados en anélidos poliquetos en El Colegio de la Frontera Sur en Campeche, México, los eunícidos inyectan "... una toxina que narcotiza o mata al animal, de manera que pueda ser ingerido de manera segura —especialmente si son más largos que el gusano— y luego digeridos".

## Distribución
El gusano bobbit se extiende desde el océano Indo-Pacífico en la India hasta las Islas Salomón y al norte hasta Filipinas. Suele encontrarse en el suelo marino, entre 10 y 40 metros de profundidad. 

## Reproducción
Se sabe poco de los hábitos reproductores y del ciclo de vida de este gusano, pero los investigadores creen que la reproducción sexual comienza en un estado temprano, tal vez cuando el gusano mide alrededor de unos 100 mm, lo cual es muy temprano considerando que estos gusanos pueden llegar a tamaños cercanos a los 3 metros. Estos gusanos son más grandes en Malasia y Singapur y más pequeños en la isla Lembeh y las islas Molucas. Una prolongada longevidad puede que explique el gran tamaño de esas criaturas.
E. aphroditois se encuentra en océanos templados alrededor del mundo, incluyendo el Indo-Pacífico y Átlántico.

## Depredadores
Aunque el gusano bobbit es considerado un superdepredador en su ecosistema, puede ser depredado por los meros, tiburones, serpientes marinas y algunas aves marinas como los pelícanos, por lo que el gusano se esconde en la arena para pasar desapercibido.